# Skin-pass
Le skin-pass (ou temper-mill) est un laminoir destiné à donner à la tôle sa planéité, ses caractéristiques mécaniques, ainsi que son état de surface (rugosité, brillance,...).
Quand il est installé dans une ligne de traitement de tôle (par exemple, une ligne de galvanisation), il est le plus souvent associé à une planeuse (ou tension leveller en anglais) qui donne à la tôle sa planéité finale.